# Китайська дзиґа

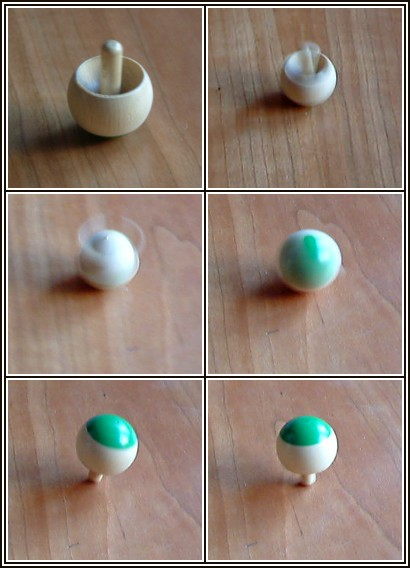
Демонстрація перевертання китайської дзиґи

Китайська дзиґа, дзиґа Томсона, Тіп-топ — дзиґа, яка має властивість перевертатися у процесі обертання.

## Порівняння з дзиґою
Звичайна дзиґа після розкручування (у будь-яку сторону) має наступні властивості:
- в процесі обертання точка доторкання до поверхні в дзиґи, не змінюється
- висота центра тяжіння дзиґи у процесі обертання, лишається сталою

На перший погляд здається, що ці властивості можна спостерігати у всіх дзиґ (не маючи внутрішнього джерела енергії). Проте, завдяки спеціальній формі і розподілу маси по тілу дзиґи можучи виникнути ускладнене обертання: через декотрий час після початку обертання з положення ніжкою горілиць, дзиґа переходить у стадію обертання на ніжці горизонтально, а відповідно, стрибками перевертається на ніжку з піднятям центра тяжіння і починає обертатися, торкаючись площі вершечком ніжки з збереженням  направлення обертання. Варто зазначити, що позначка моменту імпульсу впродовж процесу обертання не змінюється. Такі дзиґи називаються китайською дзиґою або дзиґою Томсона.

## Фізика явища
Основна ідея полягає у появі моменту сили тертя, і відповідно гіроскопічній прецесії, котра у підсумку обертають дзиґу (через незвичну форму дзиґи) і зрештою дзиґа встає на ніжку..
У відомий публікаціях вважається, що швидкість точки контакту з поверхнею, по котрій проходить рух, дорівнює нулю. П. Контенсу вказав, що така постановка задачі не дає правильної фізичної картини руху дзиґи. У. Ф. Журавльов і Д. М. Климов ввели у точці контакту сили сухого тертя і повністю пояснили цей незвичний рух китайського дзиґи.

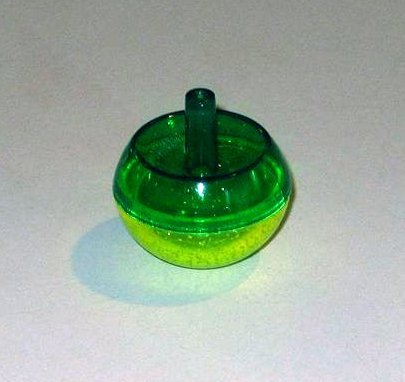

Анімація

## Історія
Вперше на незвичайні динамічні властивості китайських дзиґ звернув увагу лорд Кельвін. У 1891 році на одну з форм китайської дзиґи під назвою «wendekreisel» був виданий німецький патент №63261. Однак, у патенті були вказані неправильні параметри дзиґи — якщо точно по ньому робити, він не буде перевертатися (мабуть, для запобігання копіювання конкурентами). У 1950 році дзиґу знову відкрив данський інженер Werner Ostberg, котрий теж отримав на нього патент. Відтоді дзиґи отримали у світі велику популярність.